# Еліс Ґласс

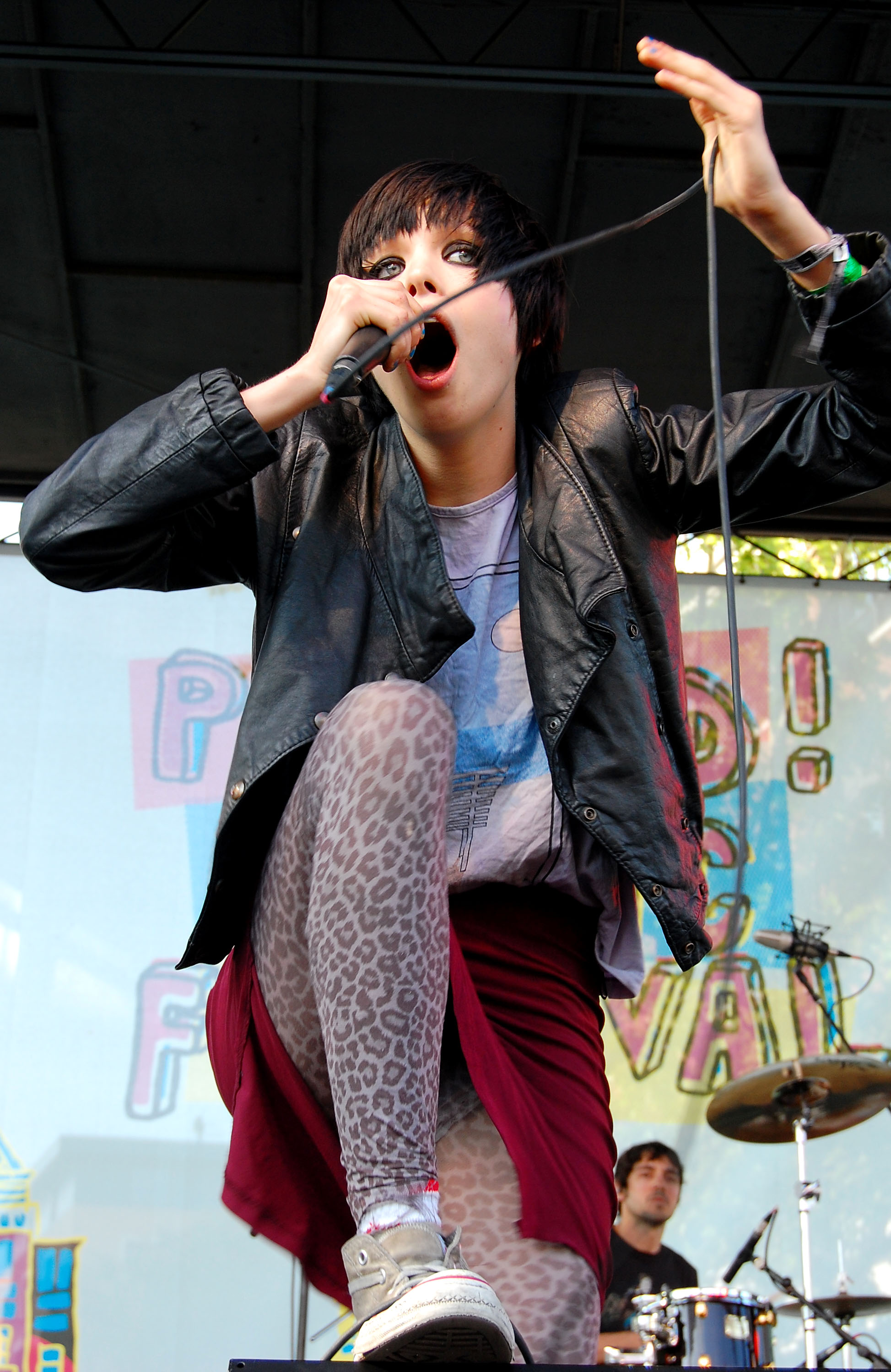
Еліс Ґласс під час виступу у 2008 році

Маргарет Осборн (англ. Margaret Osborn; нар. 23 серпня 1988, Торонто, Онтаріо, Канада), відома як Еліс Ґласс (англ. Alice Glass) — канадська феміністська співачка й авторка пісень. Співзасновниця і колишня вокалістка електронного гурту Crystal Castles, який покинула через насильство колеги. У другій половині 2014 року почала сольну кар'єру.

## Життєпис
Народилася 25 серпня 1988 року в Торонто в католицькій сім'ї і відвідувала парафіяльну школу. У 15 років втекла з дому, щоб жити в сквоті спільноти панків під ім'ям Вікі Вейл (ім'я героїні коміксів) і заснувала дівочий експериментальний панк-гурт Fetus Fatale. 

### Crystal Castles
У грудні 2003 року з Ітаном Кетом почала працювати над проєктом, який згодом став відомим як Crystal Castles. Сценічний псевдонім Еліс Ґласс обрала через вкрадену нею шпильку з ім'ям Еліс і Гопі Ґласс, героїні коміксу «Любов і ракети».
Першим офіційним релізом гурту Crystal Castles став сингл «Alice Practice» 2006 року. Пісня принесла гурту першу угоду з лондонським лейблом Merok Records. Того ж року Crystal Castles відіграли свій перший концерт у Торонто. Пісня «Alice Practice» увійшла до їхнього однойменного дебютного альбому, випущеного у 2008 році. Після дебютного альбому дует випустив ще два альбоми, які отримали схвальні відгуки критиків, II (2010) і III (2012), таким чином завершивши трилогію. Ґласс була співавтором кожної пісні Crystal Castles, в якій вона брала участь як вокалістка. У жовтні 2014 року Ґласс оголосила про свій вихід з Crystal Castles через власні професійні та особисті причини. У заяві вона зазначила, що робота в гурті скомпрометувала її зусилля, спрямовані на «щирість, чесність і співчуття до інших». Пізніше вона мала низку публічних розбіжностей зі своїм колишнім колегою по групі, Ітаном Кетом, в тому числі звинуватила його в нападі і сексуальному насильстві.

#### Судовий процес
У липні 2015 року Ґласс випустила дебютний сингл «Stillbirth» як сольна виконавиця. Реліз був значною мірою спрямований на підвищення обізнаності про домашнє та сексуальне насильство. Ґласс співпрацювала з організацією по боротьбі з сексуальним насильством RAINN, щоб пожертвувати всі доходи від продажу пісні на допомогу потерпілим від насильства.
У серпні 2017 року Ґласс випустила пісню «Without Love», яка стала лід-синглом до її однойменного дебютного мініальбому, що вийшов наступного тижня. Після виходу EP вона вирушила в турне з Меріліном Менсоном.
У жовтні 2017 року Ґласс опублікувала на своєму офіційному сайті заяву, в якій пояснила свій вихід з Crystal Castles, розповівши про сексуальне, фізичне та психологічне насильство щодо неї з боку співзасновника гурту Ітана Кета. Звинувачення детально описують зловживання Кета, які почалися, коли Ґласс було 15 років і вона почала записуватись з Кетом, і наростали до її остаточного виходу з Crystal Castles. Кет відповів того ж дня у заяві, переданій журналу Pitchfork через свого адвоката, де він назвав звинувачення «чистою вигадкою» і сказав, що консультується зі своїми юристами щодо своїх правових варіантів. Наступного місяця Кет подав до суду на Ґласс за наклеп, але в лютому 2018 року його позов відхилили. У травні Ґласс отримала майже 21 000 доларів США як гонорар за послуги адвоката після того, як адвокати Кета намагалися скасувати рішення про відхилення його позову про наклеп проти Ґласс.

### Сольна кар'єра
У січні 2018 року Ґласс випустила «Forgiveness» як другий сингл зі свого мініальбому. Того ж місяця випустила новий сингл «Cease and Desist», який, за її словами, «є закликом до зброї для всіх, хто вижив». Обидва сингли супроводжувалися відеокліпами.
У червні 2018 року Ґласс випустила новий сингл «Mine», який супроводжувався відеокліпом режисера Лукаса Девіда з американською транс-персоною Вайолет Чачкі в головній ролі. У грудні Ґласс з'явилася в серії синглів гурту Adult Swim з новою піснею під назвою «I Trusted You».
У 2020 році Ґласс виявила, що вона отримувала невеликі гонорари за свою роботу в Crystal Castles. Вона дезавуювала свою участь у гурті і попросила фанспільноту припинити підтримку гурту.
6 січня 2021 року Ґласс випустила сингл «Suffer and Swallow», що став першою піснею з її довгоочікуваного сольного дебютного альбому, який, за її словами, повинен був вийти пізніше того ж року. Пісня супроводжувалася стоп-моушн музичним відео Лукаса Девіда.
19 листопада 2021 року Ґласс оприлюднила назву та поділилася треклистом свого сольного дебютного альбому Prey//IV, а також оголосила дату релізу — 28 січня 2022 року на власному лейблі Eating Glass Records. Анонс супроводжувався синглом «Baby Teeth».
8 грудня 2021 року відбулася прем'єра синглу «Fair Game», який супроводжувався відеокліпом режисера Брайана Фергюсона.
28 січня 2022 року Ґласс випустила сингл «Love Is Violence», після того як реліз альбому був відкладений на лютий. Сингл супроводжувався кривавим музичним відео режисера Брайана Фергюсона. Відео, натхненне початком 2000-х, зображує двох підлітків, які витягують одне одному нутрощі.
21 вересня 2022 року Ґласс презентувала новий сингл «Lips Apart».

## Інциденти під час концертної діяльності
Еліс Ґласс також відома тим, що надає великого значення живим виступам. У березні 2008 року Ґласс зламала два ребра в автомобільній аварії і продовжувала тур, відіграючи 20-хвилинний сет протягом кількох днів одразу після аварії, незважаючи на вказівку лікарів взяти 6-тижневу відпустку для одужання. Виступ Crystal Castles було завершено раніше запланованого часу на фестивалі Гластонбері-2008, після того як Ґласс залізла на колонку перед треком «Alice Practice» і була вихоплена натовпом під час виконання пісні «Yes No».
У 2011 році протягом 5 місяців виступала на милицях, в шині, яку їй наклали на щиколотку, пошкоджену при падінні.
У 2013 році на фестивалі в Гластонбері Crystal Castles почали виступ із запізненням на 20 хвилин відносно запланованого часу. Ґласс була помітно нездорова, що стало очевидним, коли на початку виконання треку «Plague» вона сіла на сцені, обхопивши голову руками. За інформацією журналу New Musical Express, Ґласс постраждала від харчового отруєння, але вважала за краще виступати, незважаючи ні на що.

## Дискографія

### Студійні альбоми
- Prey//IV (16 лютого 2022).

### Мініальбоми
- Alice Glass (18 серпня 2017).

### Сінгли
- «Stillbirth» (2015);
- «Without Love» (2017, згодом увійшов в альбом Alice Glass);
- «Forgiveness» (2018, згодом увійшов в альбом Alice Glass);
- «Cease and Desist» (2018);
- «Mine» (2018);
- «Suffer and Swallow» (2021, згодом увійшов в альбом Prey//IV);
- «Baby Teeth» (2021, згодом увійшов в альбом Prey//IV);
- «Fair Game» (2021, згодом увійшов в альбом Prey//IV);
- «Love Is Violence» (2022, згодом увійшов в альбом Prey//IV);
- «Lips Apart» (2022).

### Співпраця
- «Youth Problem» (2018, разом з Dreamcrusher);
- «Dark Alley» (2018, разом з Lil Zubin і Wicca Phase Springs Eternal);
- «Eat Me Alive Interlude» (2019, разом з Nedarb);
- «Sleep It Off» (2020, для фільму «Поворот»);
- «Nightmares» (2020, для альбому Sermon 4 Anniversary);
- «Rajadão» (Remix) (2020, разом з Pablo Vittar);
- «Legend» (2021, разом з Alice Longyu Gao);
- «Iron Fist» (Remix) (2021, разом з Dorian Electra і Faris Badwan);
- «Chastity» (2023, разом з Pussy Riot і Boys Noize).

### Кліпи
- «Without Love» (2017);
- «Forgiveness» (2018);
- «Cease and Desist» (2018);
- «Mine» (2018);
- «I Trusted You» (2018);
- «Sleep It Off» (2020);
- «Nightmares» (2020);
- «Suffer and Swallow» (2021);
- «Legend» (2021);
- «Baby Teeth» (2021);
- «Fair Game» (2021);
- «Love Is Violence» (2022);
- «Everybody Else» (2022).